# Хаутен (Утрехт)
Ха́утен (нидерл. Houten) — община в нидерландской провинции Утрехт. Многолетний опыт по замене в Хаутене автомобильного движения на велосипедное рассматривается как образец концепции безопасного и экологичного транспорта в будущем.

## Расположение и название
Хаутен расположен в центре Нидерландов, к юго-западу от города Утрехт, по соседству с Ньивегейном и Эйсселстейном. В рейтинге самых смешных названий голландских населённых пунктов Хаутен занимает восьмое место. В переводе на русский язык слово «Houten» означает деревянный. Предположительно первоначальным было староголландское название «Haltna», означающее поселение в лесу.

## История

### Ранняя история
История Хаутена уходит корнями в глубокое прошлое. Периодом с 1200 по 1970 год до нашей эры датируются следы проживания, обнаруженные современными археологами вдоль железнодорожной ветки.  Из-за наводнений реки Рейн жители покидали эти места, но после 1500 года до н. э. вновь возвращались. Источниками дохода были сельскохозяйственные работы: выращивание фруктов на возвышенных участках и животноводство в низинах.
Стабильные поселения возникли в середине железного века и затем расширялись с приходом эбуронов, батавов и особенно римлян. Богатые римляне даже жили в Хаутене, где для них строили каменные здания. Позднее здесь появились франкские крестьяне. В Средние века развитие деревни сосредоточивалось вокруг церкви, которую начали строить с XII века. Возведение башни добавилось к преобразованной реформатской церкви в 1535 году.

### XIX и XX века
В конце XIX века (1884—1885 годы) на некотором расстоянии от реформатской церкви был построен архитектором Альфредом Тепе в неоготическом стиле католический храм Вознесения Девы Марии (нидерл. Onze Lieve Vrouwe ten Hemelopneming).

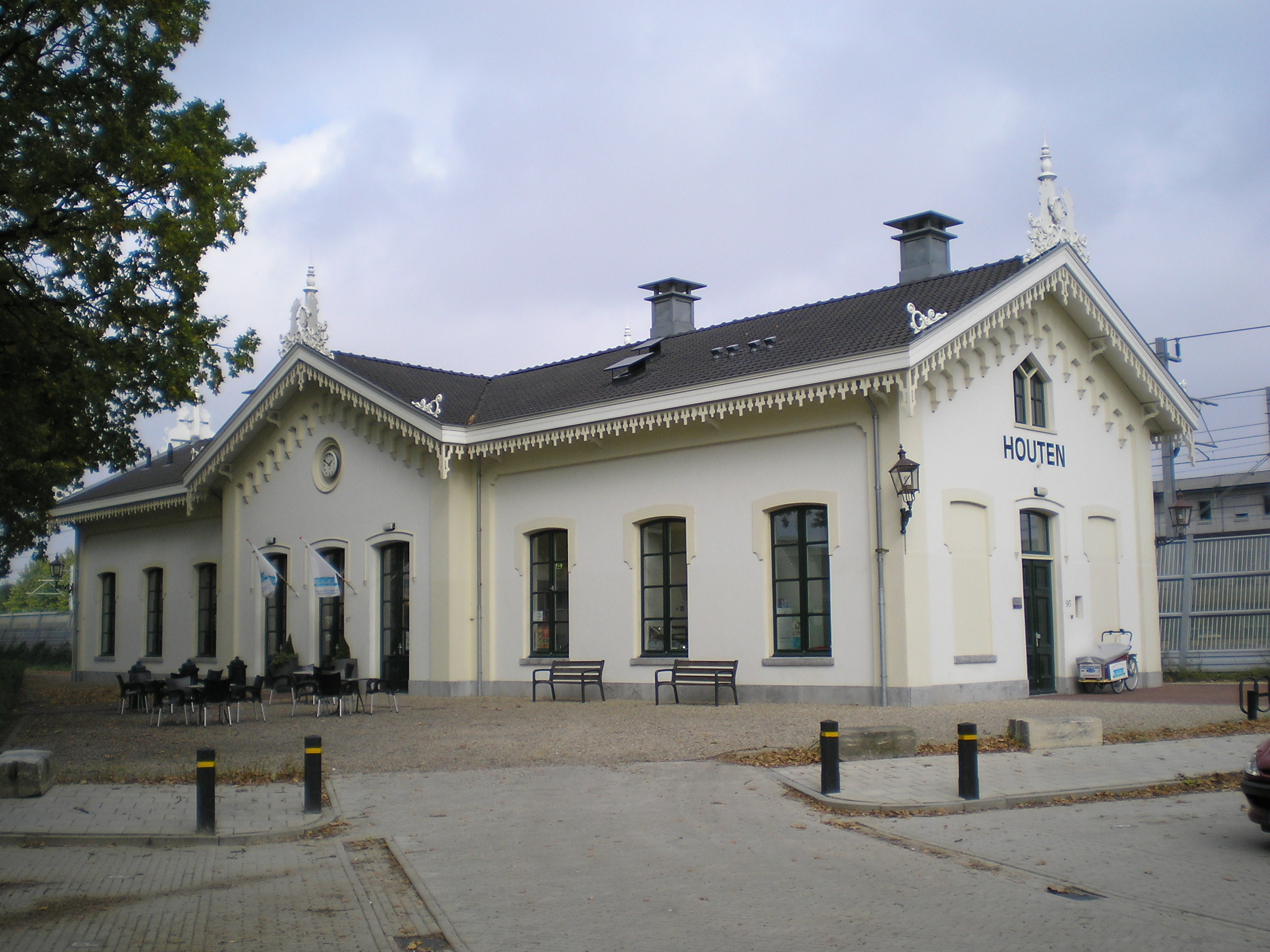
«Старая станция» 1868 года после реставрации

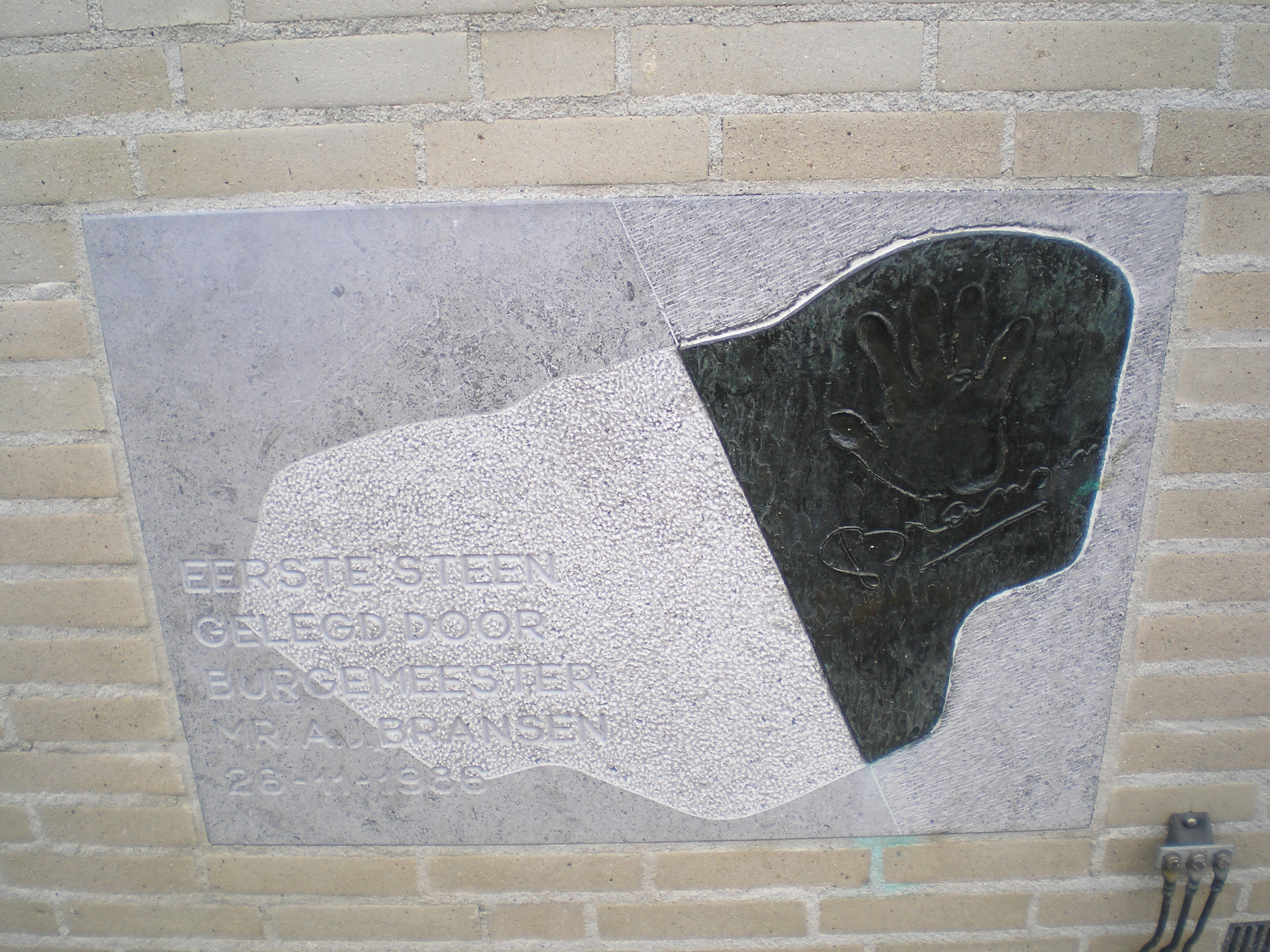
Памятный знак в честь закладки в 1986 году фундамента ратуши Хаутена

«Старая станция» (нидерл. Het oude station), открытая в 1868 году, в 1930-е годы утратила функцию вокзала и служила начальной школой, резиденцией для различных семей, бизнес-центром для начинающих предпринимателей, а позднее даже была поставлена на колёса и передвинута на 150 метров.
Долгое время Хаутен оставался небольшой деревней с населением около 4000 человек. Только после Второй мировой войны постепенно началось её расширение благодаря проведению через Хаутен Амстердам-Рейн-канала, а также обновлению и реконструкции железнодорожного сообщения. В 1962 году к Хаутену присоединили три общины: Шалквик, Тулл и Ваал и 't Гой, а в середине 1980-х годов преобразовали в муниципалитет среднего размера, где уже шла активная застройка в согласовании с планами озеленения и стимулирования жителей использовать велосипеды вместо машин, для которых прокладывали объездную автодорогу (нидерл. Rondweg). В 1990-е годы число жителей Хаутена возросло до 30 000.

### Развитие как основа роста
Дважды в 2008 и 2018 году голландский Союз велосипедистов признавал Хаутен «лучшим велогородом» страны.
Нидерландские СМИ регулярно выясняют мнения своих читателей. Годовые (2012 и 2013) опросы еженедельного журнала Elsevier (журнал) поставили Хаутен на шестое месте в рейтинге сильнейших экономических муниципалитетов страны. В 2014 году крупнейшая ежедневная газета De Telegraaf, опросившая 400 муниципалитетов, констатировала место Хаутена в пятерке лучших по показателям уровня жизни (безопасность, цены на жилье, снабжение магазинов, медицина и образование).
В 2017 году, по словам голландского журналиста Джерона Патера (нидерл. Jeroen Pater), Хаутен приобрёл широкую известность как «город без автомобилей»; его постоянно посещают туристы, в том числе из далёкого зарубежья. Иностранные архитекторы, студенты, градостроители и эксперты в области транспорта называют Хаутен, в котором за 15 лет не было серьёзных дорожных аварий, хорошим примером для подражания и учебным материалом.

## Население
| Год  | Численность | Численность |
| ---- | ----------- | ----------- |
| 1815 | 1142        | [ 18 ]      |
| 1830 | 829         | [ 19 ]      |
| 1840 | 867         | [ 19 ]      |
| 1849 | 1037        | [ 19 ]      |
| 1859 | 1592        | [ 19 ]      |
| 1869 | 1663        | [ 19 ]      |
| 1879 | 1714        | [ 19 ]      |
| 1889 | 1763        | [ 19 ]      |
| 1899 | 1978        | [ 19 ]      |
| 1909 | 2075        | [ 19 ]      |
| 1920 | 2251        | [ 19 ]      |
| 1930 | 2432        | [ 19 ]      |
| 1947 | 2924        | [ 19 ]      |
| 1960 | 3485        | [ 19 ]      |
| 1971 | 7370        | [ 19 ]      |
| 1980 | 9411        | [ 19 ]      |
| 1990 | 26 880      | [ 19 ]      |
| 2000 | 35 978      | [ 19 ]      |
| 2010 | 47 935      | [ 19 ]      |
| 2016 | 48 772      |             |
| 2017 | 49 300      | [ 20 ]      |
| 2018 | 49 579      | [ 20 ]      |
| 2019 | 49 911      | [ 20 ]      |
| 2020 | 50 146      | [ 21 ]      |
| 2021 | 50 223      | [ 2 ]       |

## Герб и флаг
Современный герб сравнительно молодой. Его появление связано с присоединением к Хаутену в 1961 году соседних муниципалитетов. Герб, утверждённый королевским указом от 18 сентября 1962 года, представляет собой слияние предыдущего герба Хаутена с гербом Шалквика.

Изменения герба Хаутена с 1816 по 1962 год
Герб с 1816 по 1928 год
Герб с 1928 по 1962 год
Герб с 1962 года

Флаг Хаутена был принят муниципальным советом 27 августа 1985 года.

## Топография

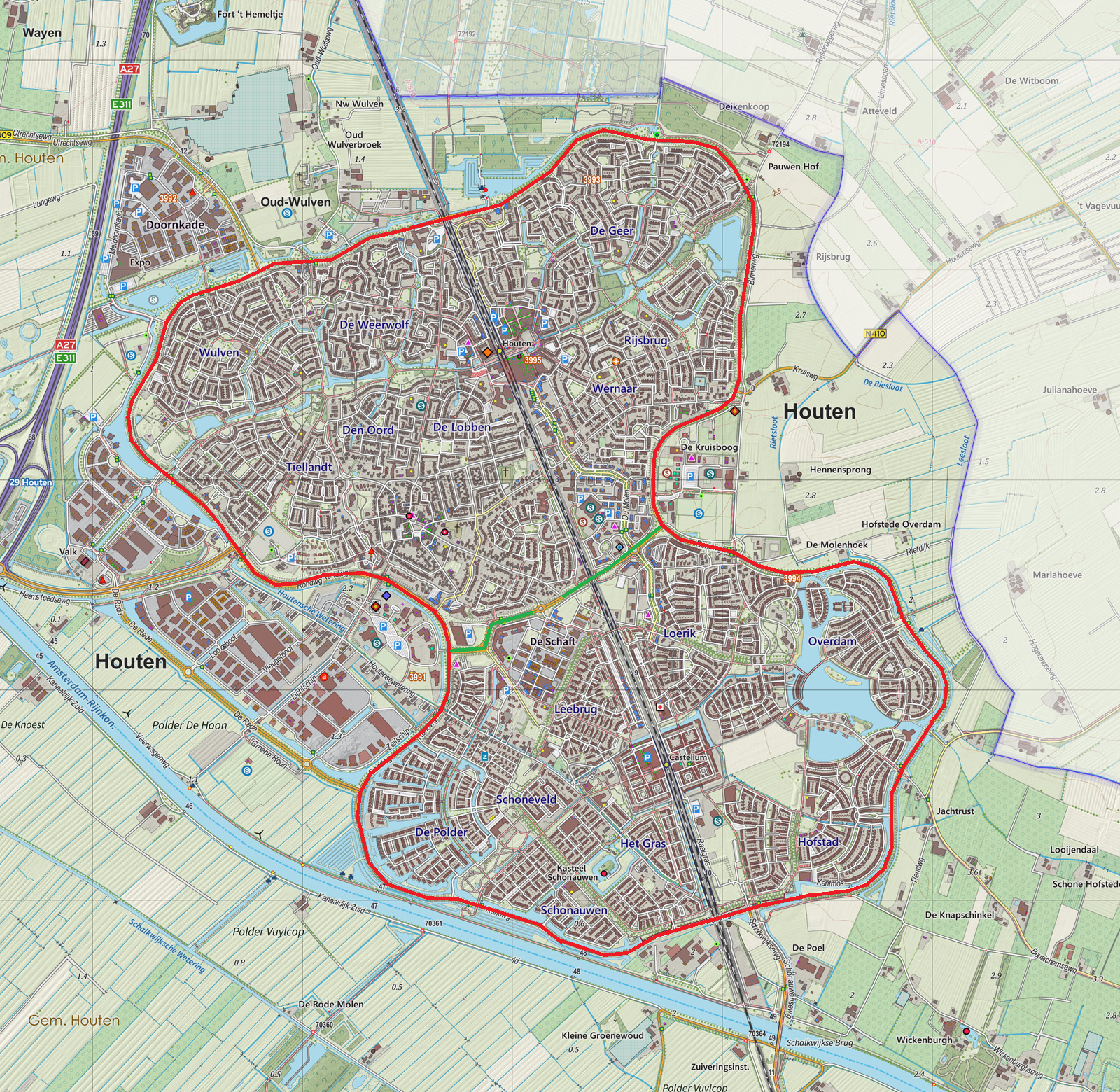
Топографическая карта муниципалитета Хаутен

- Районы и микрорайоны в Хаутене[нидерл.]

На топографической карте очертание Хаутена напоминает бабочку, которую разделяет на симметричные части самая важная железнодорожная линия Нидерландов — между Утрехтом и Бокстелем. Хаутен включает в себя несколько муниципальных районов (нидерл. wijken), разделённых в свою очередь на микрорайоны (нидерл. buurtenw). Названия микрорайонов входят составной частью в названия улиц. Например, в микрорайоне «Ворота» (нидерл. Poorten) улицы называются: «Ворота викингов» (нидерл. Vikingenpoort), «Ворота фризов» (нидерл. Friezenpoort), «Ворота кельтов» (нидерл. Keltenpoort). В микрорайоне «Воды» (нидерл. Waters) улицы называются: «Талая вода» (нидерл. Dooiwater), «Вода гейзеров» (нидерл. Geiserwater), «Минеральная вода» (нидерл. Mineraalwater) и так далее.

## Достопримечательности
В Хаутене есть 18 археологических памятников и более 140 объектов, представляющих археологическую ценность. Примерами находок являются монеты, керамика, винные бочки, браслеты и булавки. Особенно ценными стали находки римского надгробия и алтарного камня.
- Список национальных памятников в Хаутене[нидерл.]

Монументальные здания
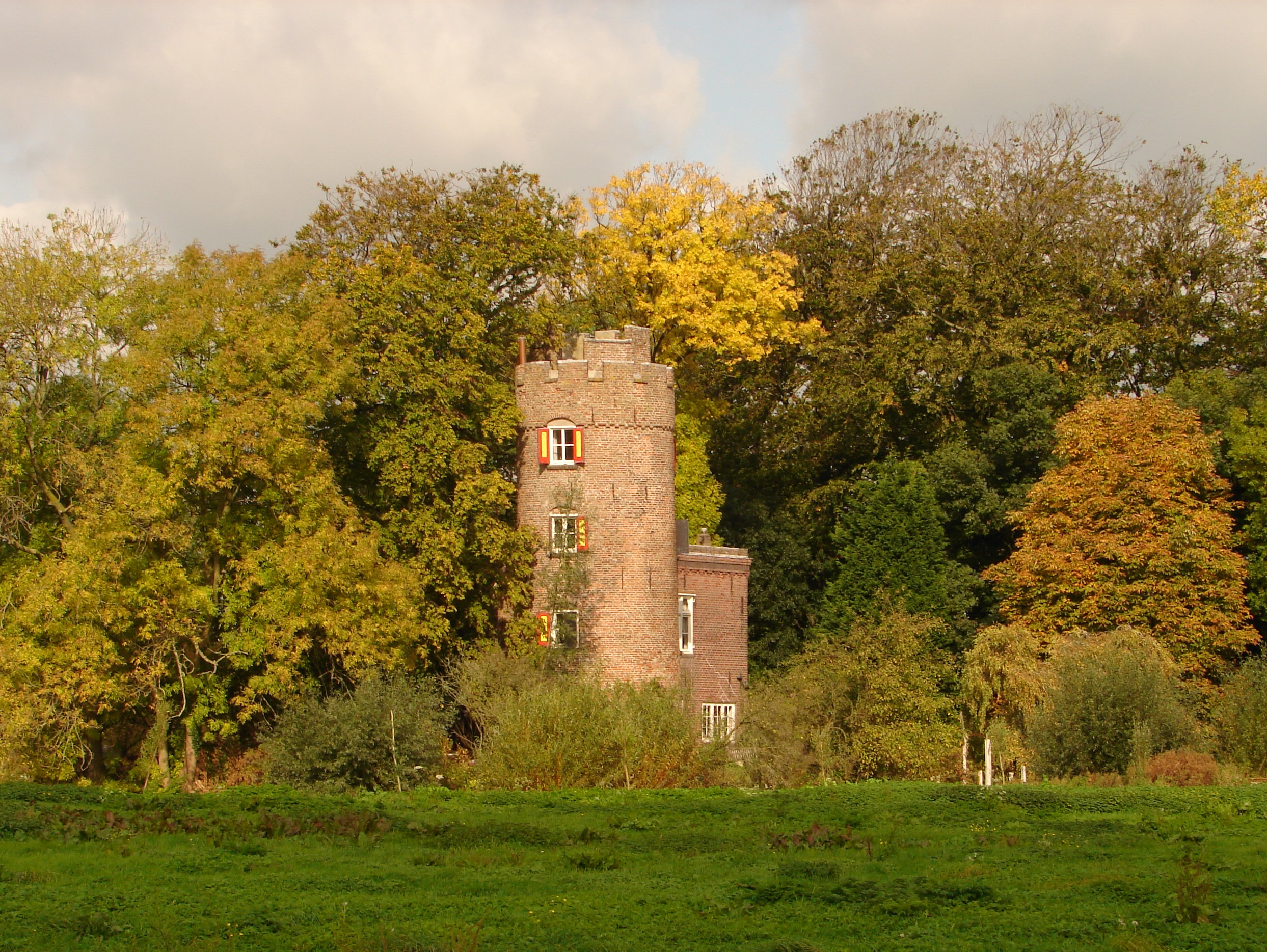
Башня бывшего замка Шонаувен[нидерл.]
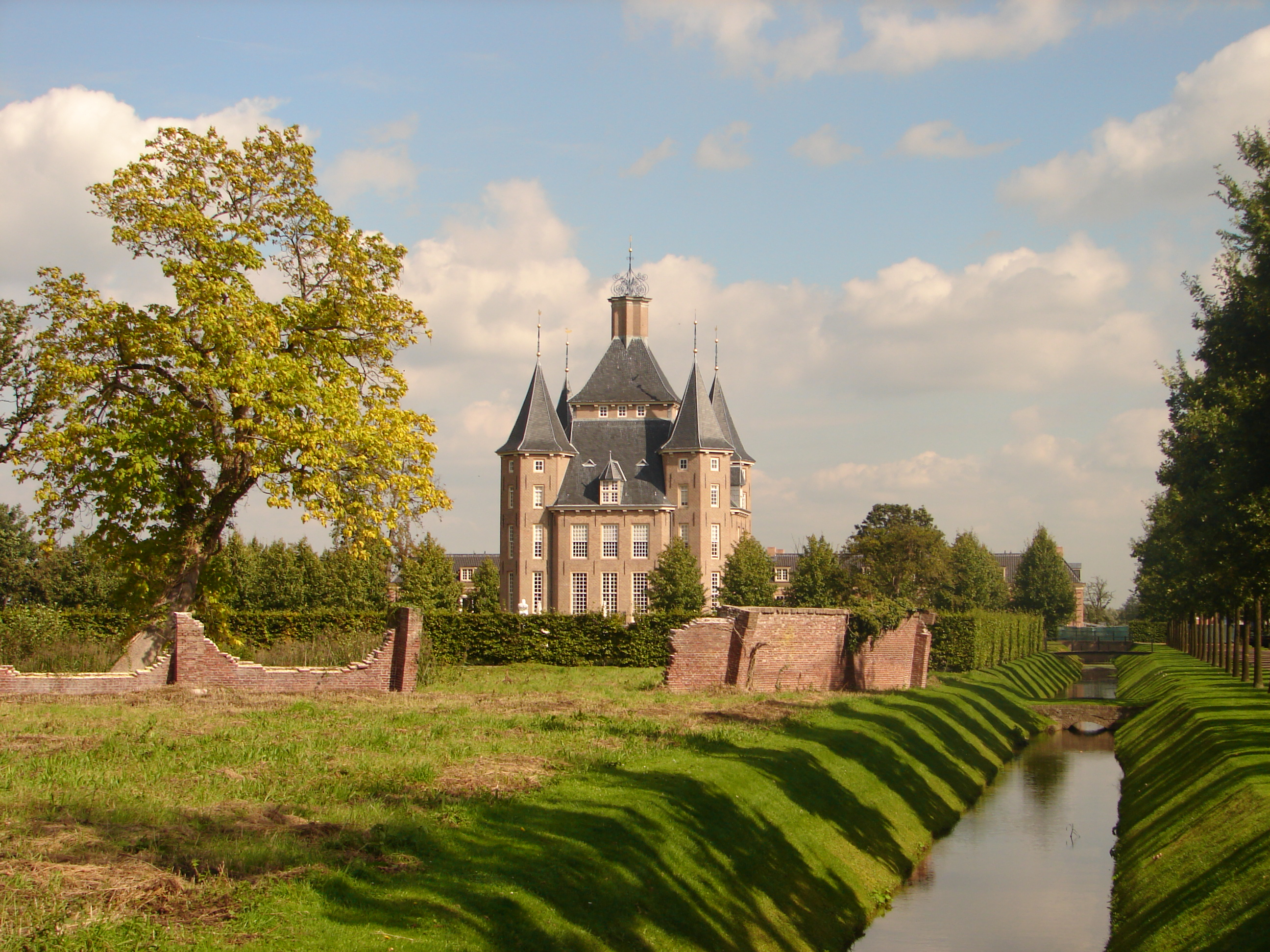
Замок Хемстеде на дороге Хемстедсвег

На дороге Хемстедсвег, название которой восходит примерно к XIII веку, недалеко от Хемстеде на территории муниципалитета Хаутен возвышается Замок Хемстеде. После капитальной реставрации он стал привлекательным местом для туристов.
Плейнкерк на улице Плейн в Хаутене — это здание отреставрированной церкви, в которой сохранился алтарь XIII века и изготовленный в 1716 году мраморный памятник владельцу загородного поместья Хемстеде Дидерику ван Вельдхуйзену.
- Список скульптур в Хаутене[нидерл.]

Работы современных скульпторов
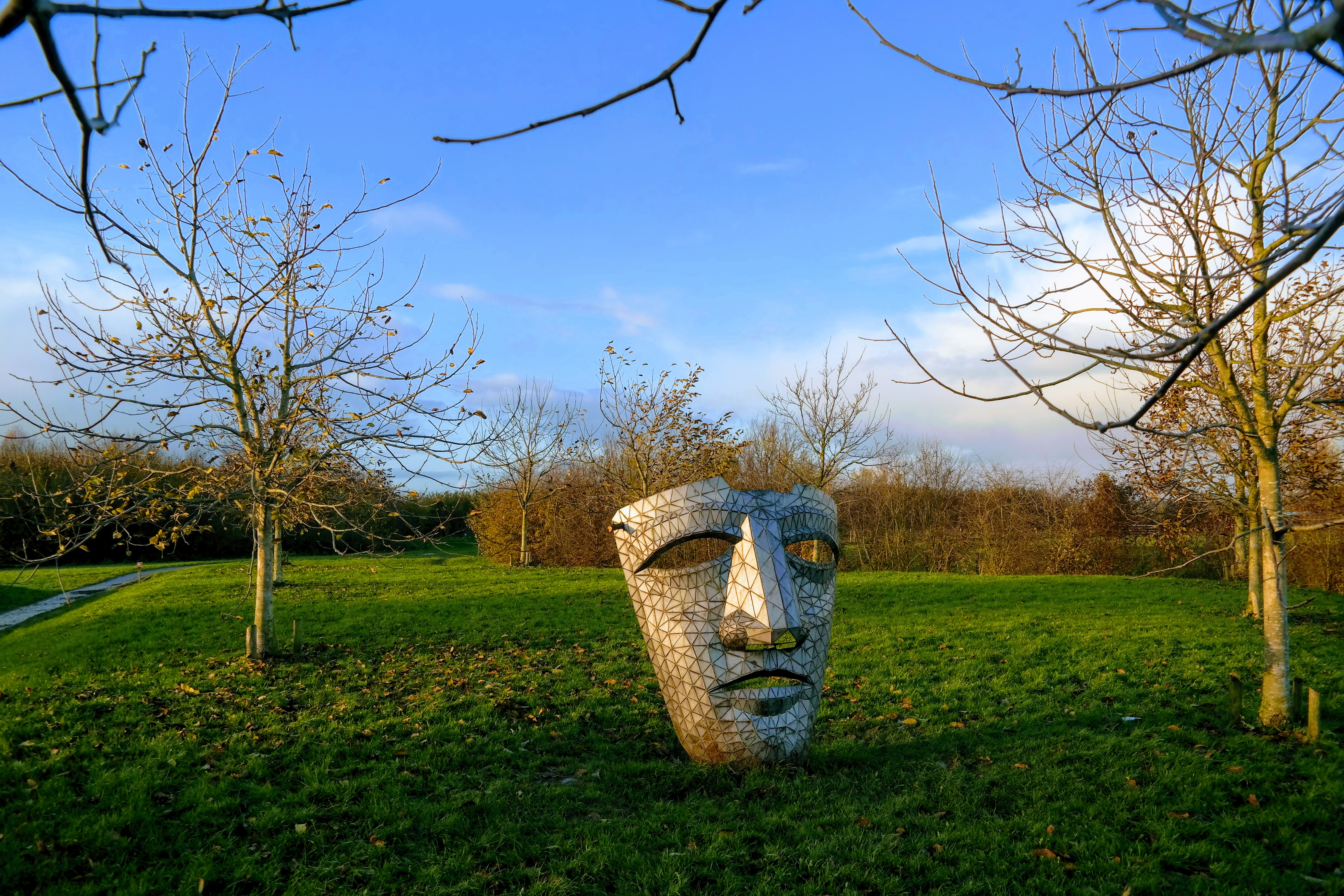
По мотивам римской бронзовой маски
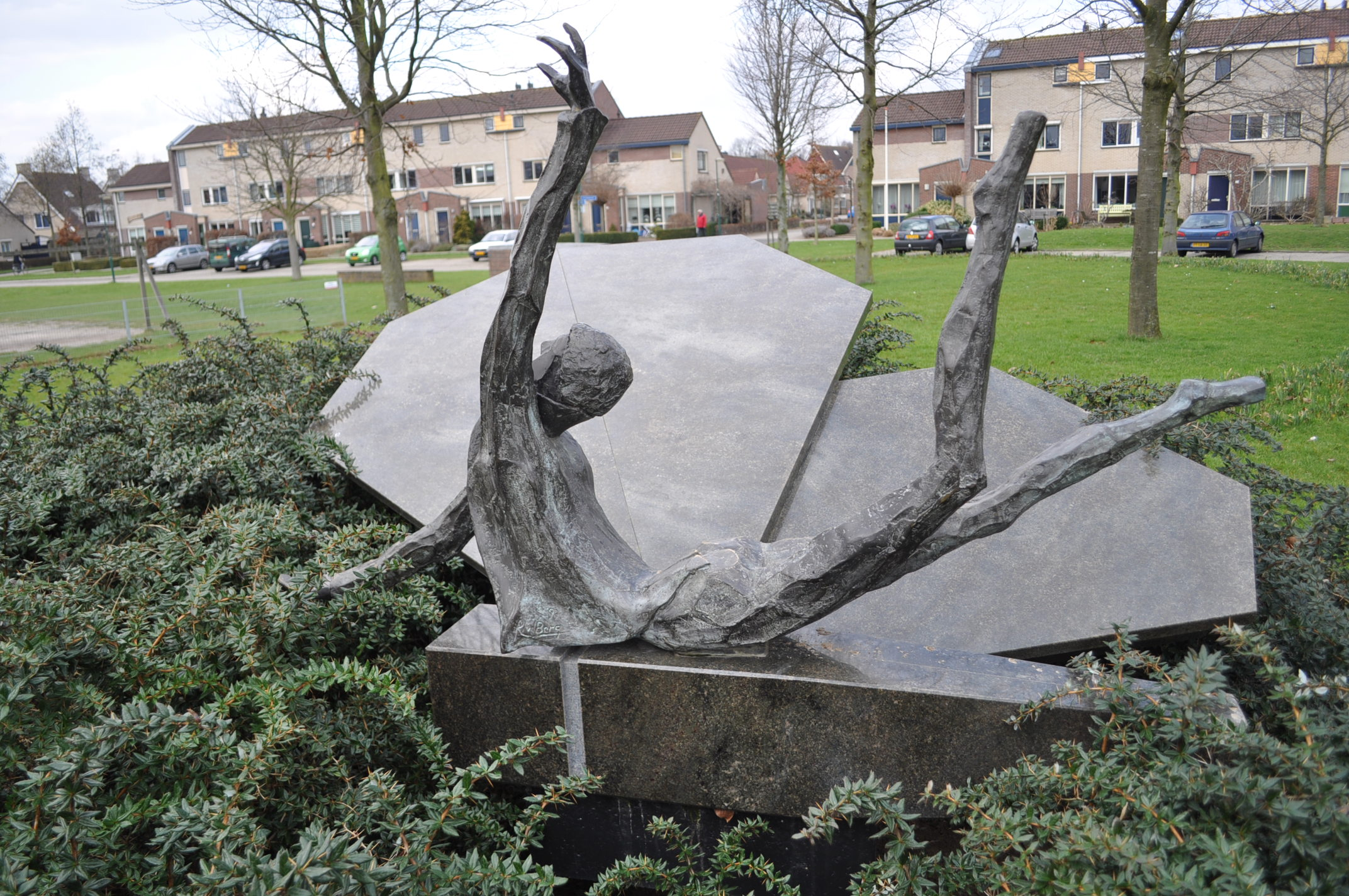
Танцующая фигура

- Список военных мемориалов в Хаутене[нидерл.]

## Спорт, культура, общественная жизнь
На Амстердам-Рейн-канале в апреле 2019 года прошли (136-й раз) национальные студенческие соревнования по гребле, ставшие традиционными. Есть в Хаутене много мест для занятий различными видами спорта.
На официальном сайте Хаутена можно найти большое разнообразие интерактивных проектов муниципалитета по темам спорта, культуры, экологически грамотного строительства и внимания к окружающей среде. Согласно данным нидерландских исследований, помимо почётного звания «лучшего велогорода» страны, Хаутен известен высокими показателями уровня жизни, оптимальной инфраструктурой — обилием торговых точек, медицинских и педагогических учреждений. К примеру, на протяжении 35 лет лидером в области образования является школа Монтессори.
Разнообразием отличается общественная жизнь Хаутена, в котором много социально-культурных центров. Один из них стал в 2018 году местом, включённым в программу европейского турне индуистского духовного лидера — «обнимающей святой» Аммы.

## Политика
Представительство разных партий в муниципальном совете Хаутена с 1994 года:
| Места в муниципальном совете            | Места в муниципальном совете | Места в муниципальном совете | Места в муниципальном совете | Места в муниципальном совете | Места в муниципальном совете | Места в муниципальном совете | Места в муниципальном совете |
| --------------------------------------- | ---------------------------- | ---------------------------- | ---------------------------- | ---------------------------- | ---------------------------- | ---------------------------- | ---------------------------- |
| Партии                                  | 1994                         | 1998                         | 2002                         | 2006                         | 2010                         | 2014                         | 2018                         |
| Демократы 66                            | 3                            | 1                            | 1                            | 1                            | 3                            | 6 (5) (6) (5)                | 3                            |
| Inwonerspartij Toekomst Houten          | -                            | -                            | -                            | 2                            | 5 (3)                        | 4 (5)                        | 5                            |
| Народная партия за свободу и демократию | 3                            | 3                            | 4                            | 4                            | 5 (4)                        | 4                            | 4                            |
| Христианско-демократический призыв      | 5                            | 5                            | 6                            | 5                            | 5                            | 4                            | 5                            |
| Партия труда                            | 2                            | 3                            | 3                            | 7                            | 4                            | 3                            | 2                            |
| Зелёные левые                           | 2                            | 2                            | 4                            | 3                            | 3                            | 2                            | 5                            |
| Houten Anders!                          | -                            | -                            | -                            | -                            | - (3)                        | 2                            | 1                            |
| Христианский Союз                       | 1                            | 1                            | 2                            | 2                            | 2                            | 2                            | 2                            |
| Реформатская партия                     | 1                            | 1                            | 1                            | 1                            | 2                            | 2                            | 2                            |
| Fractie de Laat                         | -                            | -                            | -                            | -                            | -                            | - (1) (0)                    | -                            |
| Houtens Belang                          | 6                            | 6                            | 4                            | 2                            | -                            | -                            | -                            |
| Maarseveen                              | -                            | 1                            | -                            | -                            | -                            | -                            | -                            |
| Всего                                   | 23                           | 23                           | 25                           | 27                           | 29                           | 29                           | 29                           |

С 3 июля 2019 года муниципальный совет Хаутена возглавил член Партии труда Гилберт Изабелла. Значительное влияние на это решение оказал массовый онлайн-опрос местных жителей.

## Транспорт

### Велосипеды

Велопешеходные мосты
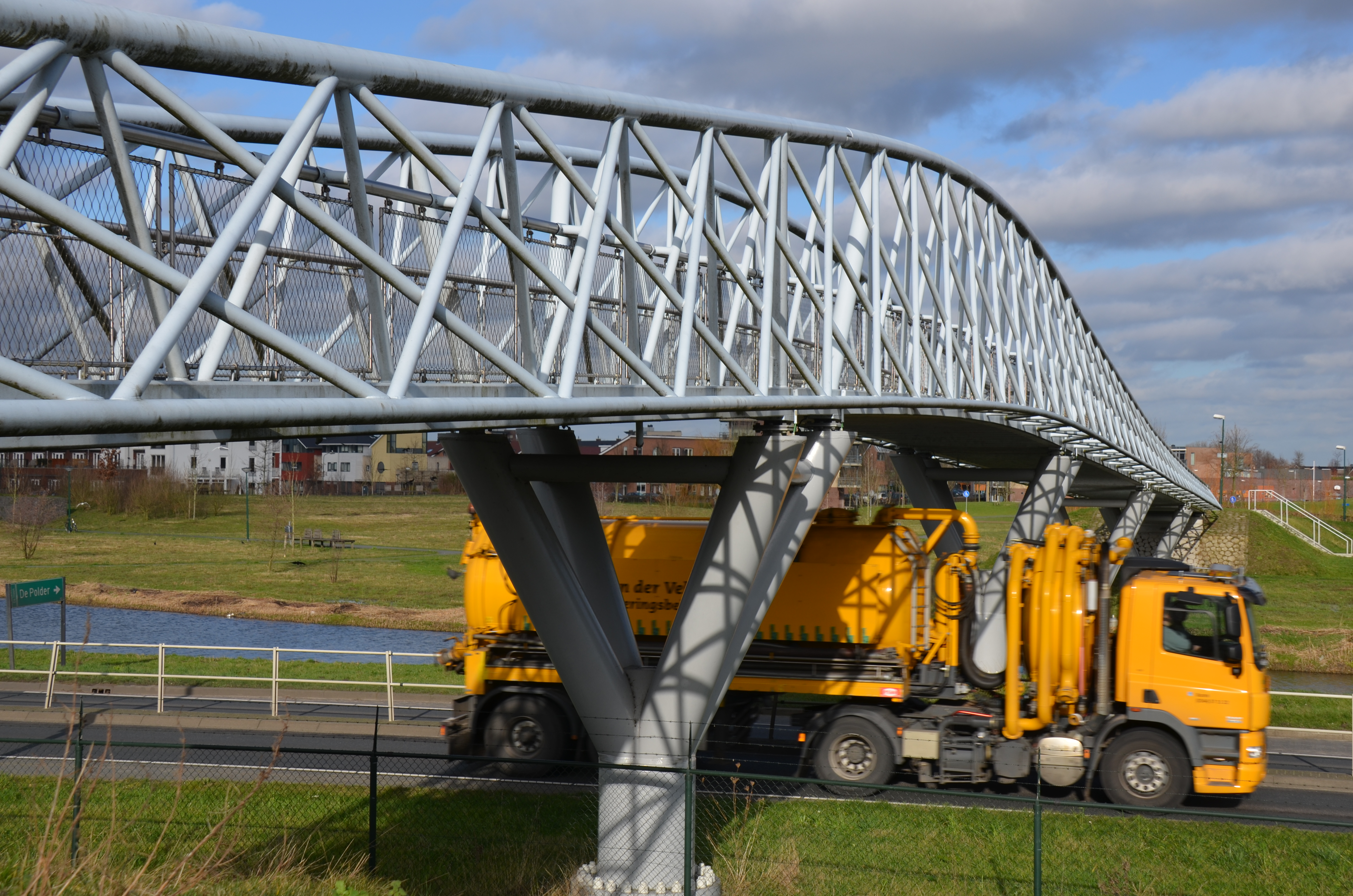
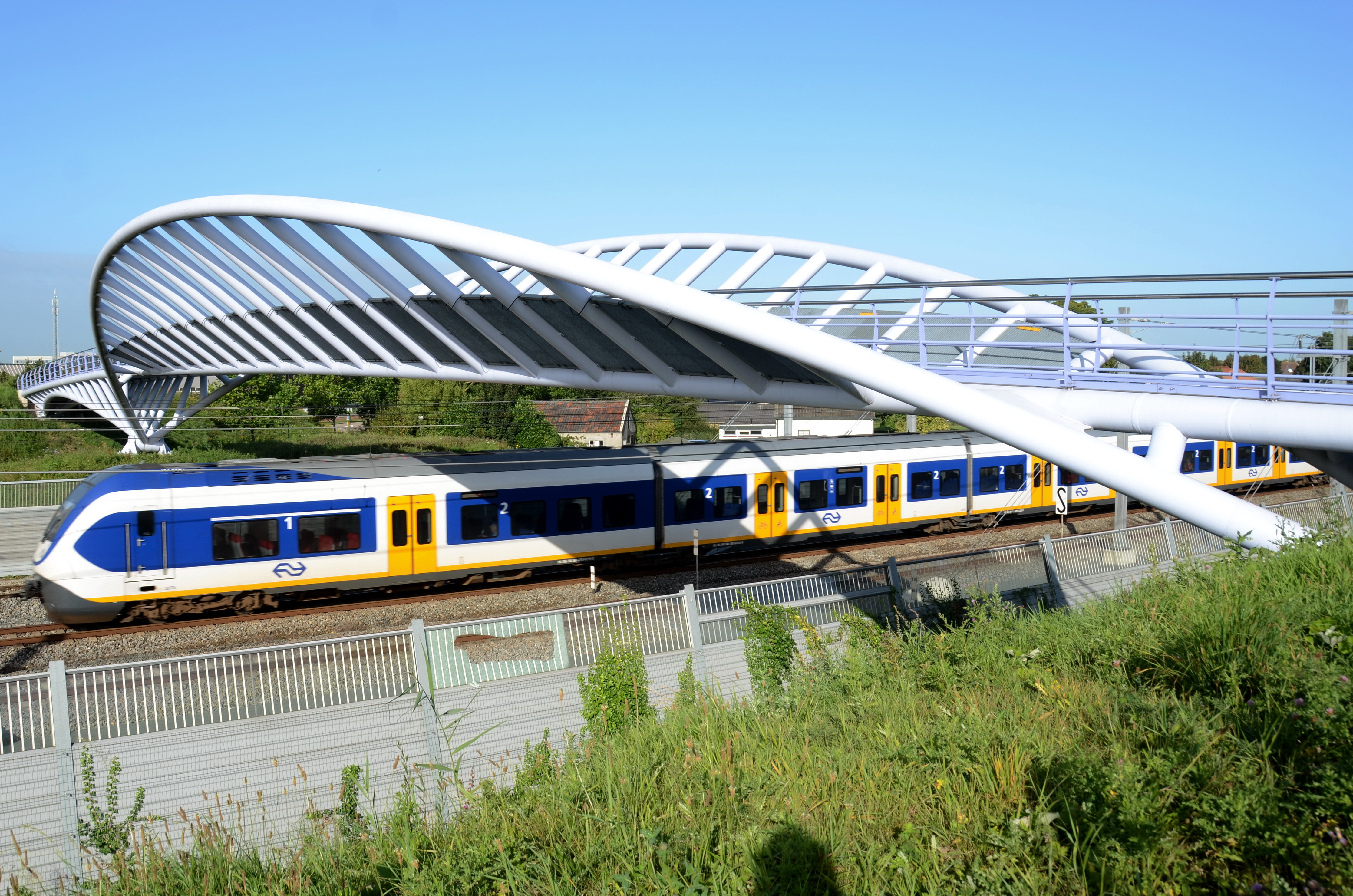

Удобная велоразметка, велопарковки у любого учреждения, велопрокат на любой ЖД-станции, велопешеходные мосты — всё это разработано в соответствии с правилами дорожного движения и стало нормой городской жизни. Специальные знаки предупреждают владельца, что он может лишиться велосипеда, если неправильно припаркуют его на велопешеходном мосту.

### Кольцевая автодорога
Кольцевая автодорога, огибающая Хаутен по его контуру, имеет шумопоглощающий барьер для удобства местных жителей. Создавалась эта дорога протяжённостью в 14,5 км несколько лет с учётом общего градостроительного проекта дизайнера Роберта Деркса.

### Общественный транспорт
Многие жители Хаутена, как и соседних Ньивегейна и Эйсселстейна, на работу или учёбу утром отправляются в столицу одноимённой провинции Утрехт, чтобы вечером вернуться обратно. Поэтому важную роль играет чёткая и бесперебойная работа железнодорожного сообщения.

Транспорт
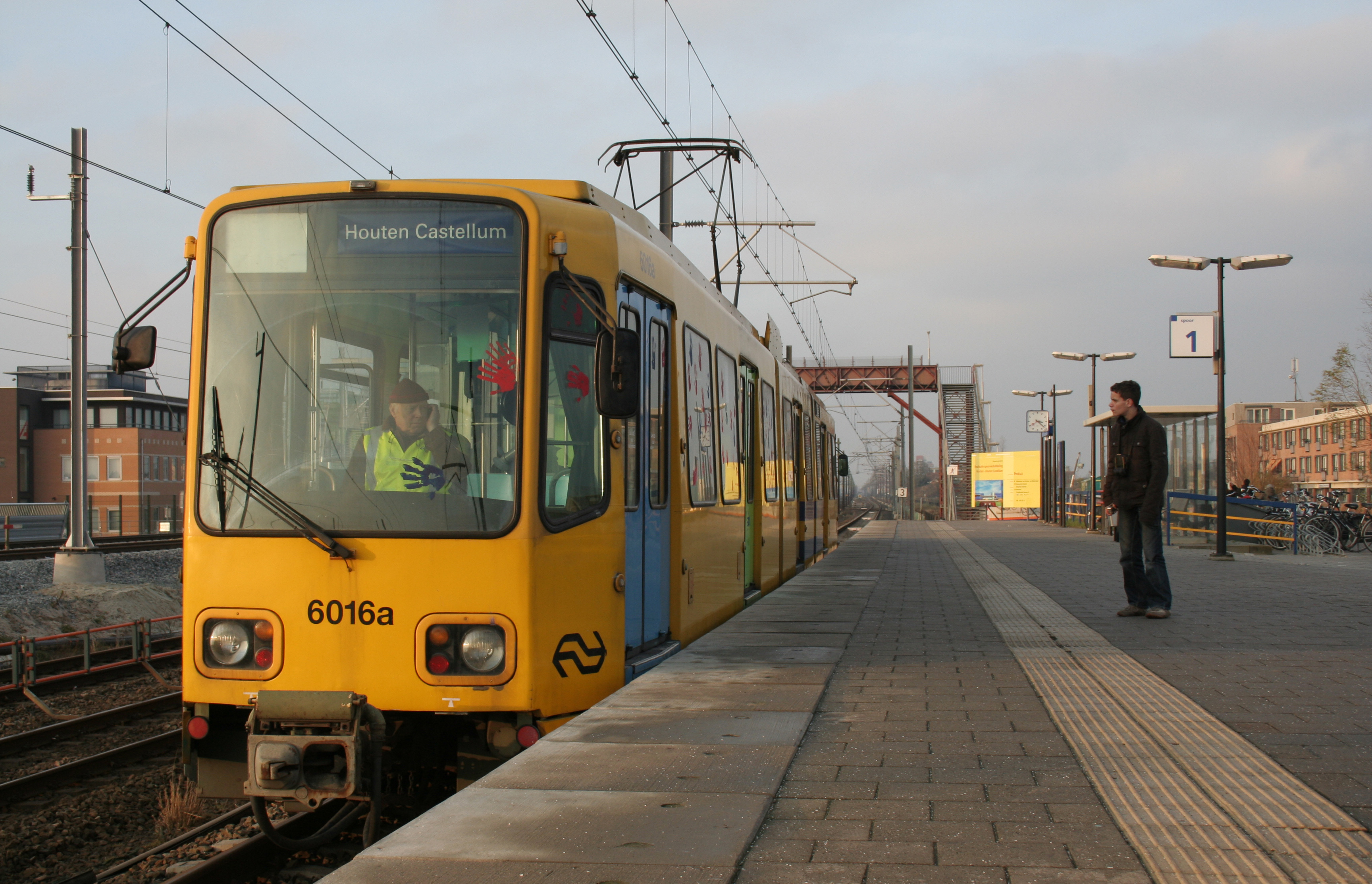
Трамвай в Хаутене 13.12.2008
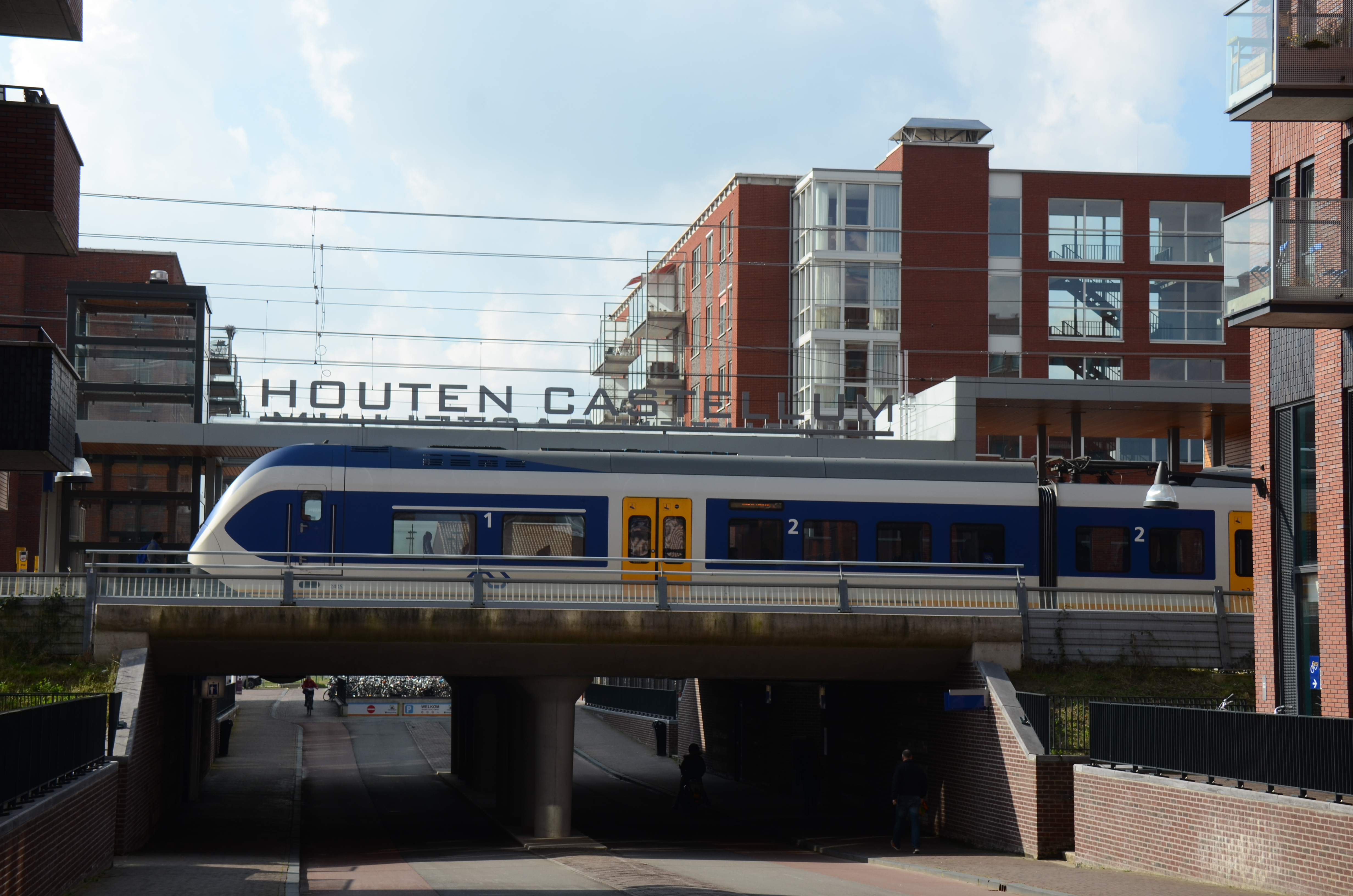
ЖД-вокзал Кастеллум

С 2001 года транспортной достопримечательностью города была самая маленькая трамвайная система Нидерландов с закупленными вагонами TW 6000. Но вскоре после закрытия этой линии (13 декабря 2008 года) и замене трамвая на электропоезд вагоны TW 6000 были разобраны.

## Известные жители

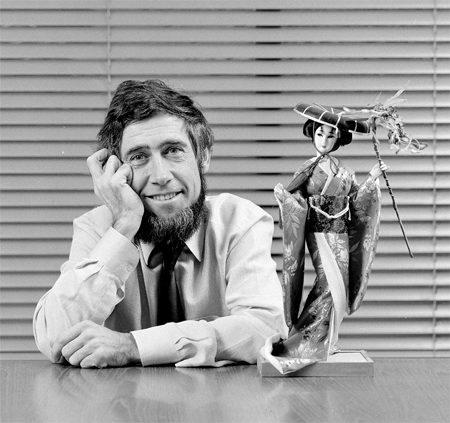
Хрит Титюлар, 1984

На сайтах Хаутена можно найти перечисление известных его жителей, начиная с XVII века.
- Хрит Титюлар[нидерл.] (1943—2017) — астроном, популяризатор науки, телеведущий и писатель[38].
- Ноэл ван 'т Энд (р. 1991) — нидерландский дзюдоист, чемпион мира 2019 года[39].
- Ян-Виллем ван Схип[нидерл.] (р. 1994) — велогонщик, победитель однодневной шоссейной гонки Слаг ом Норг в 2018 году[40].

## Галерея

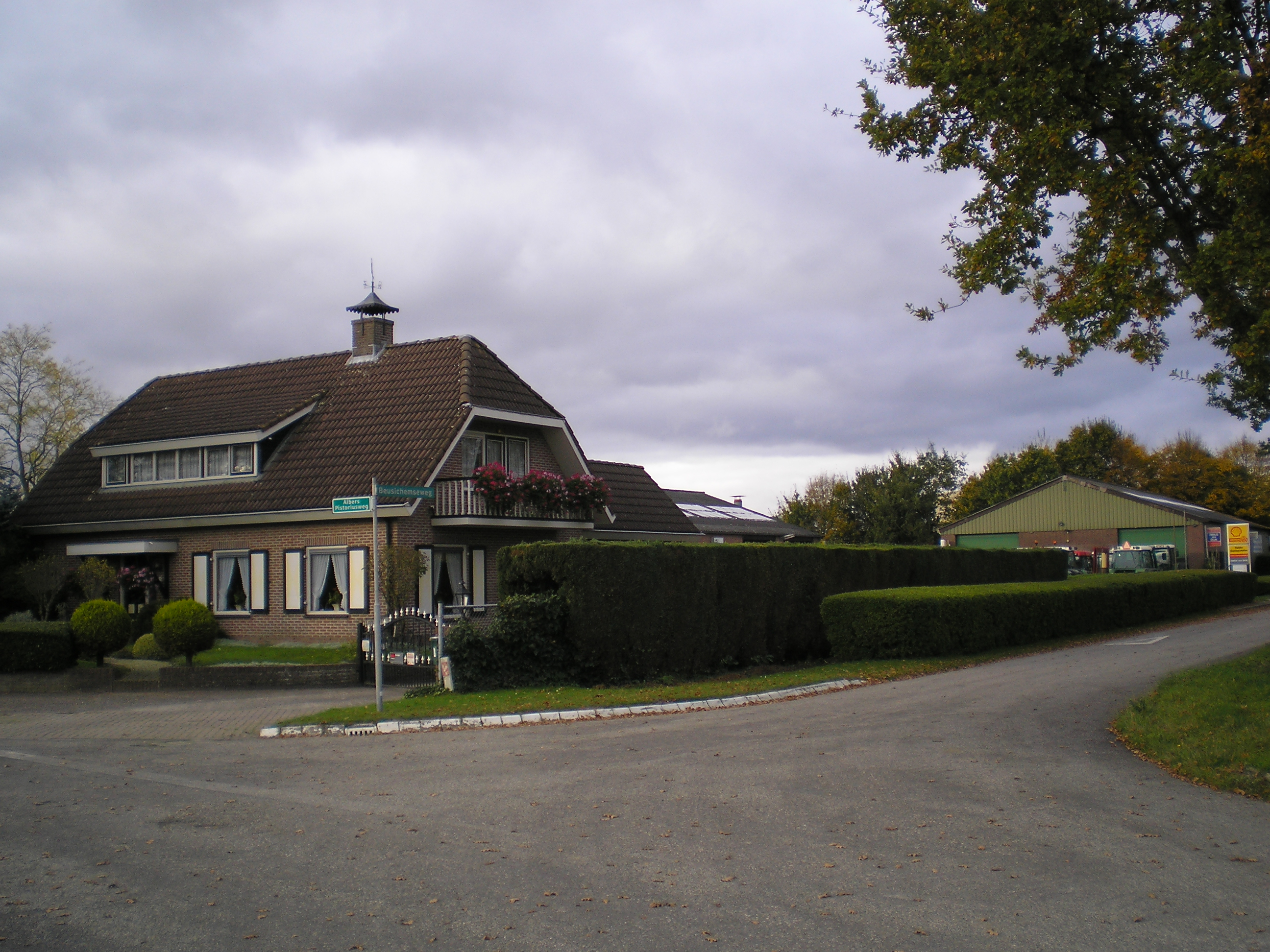
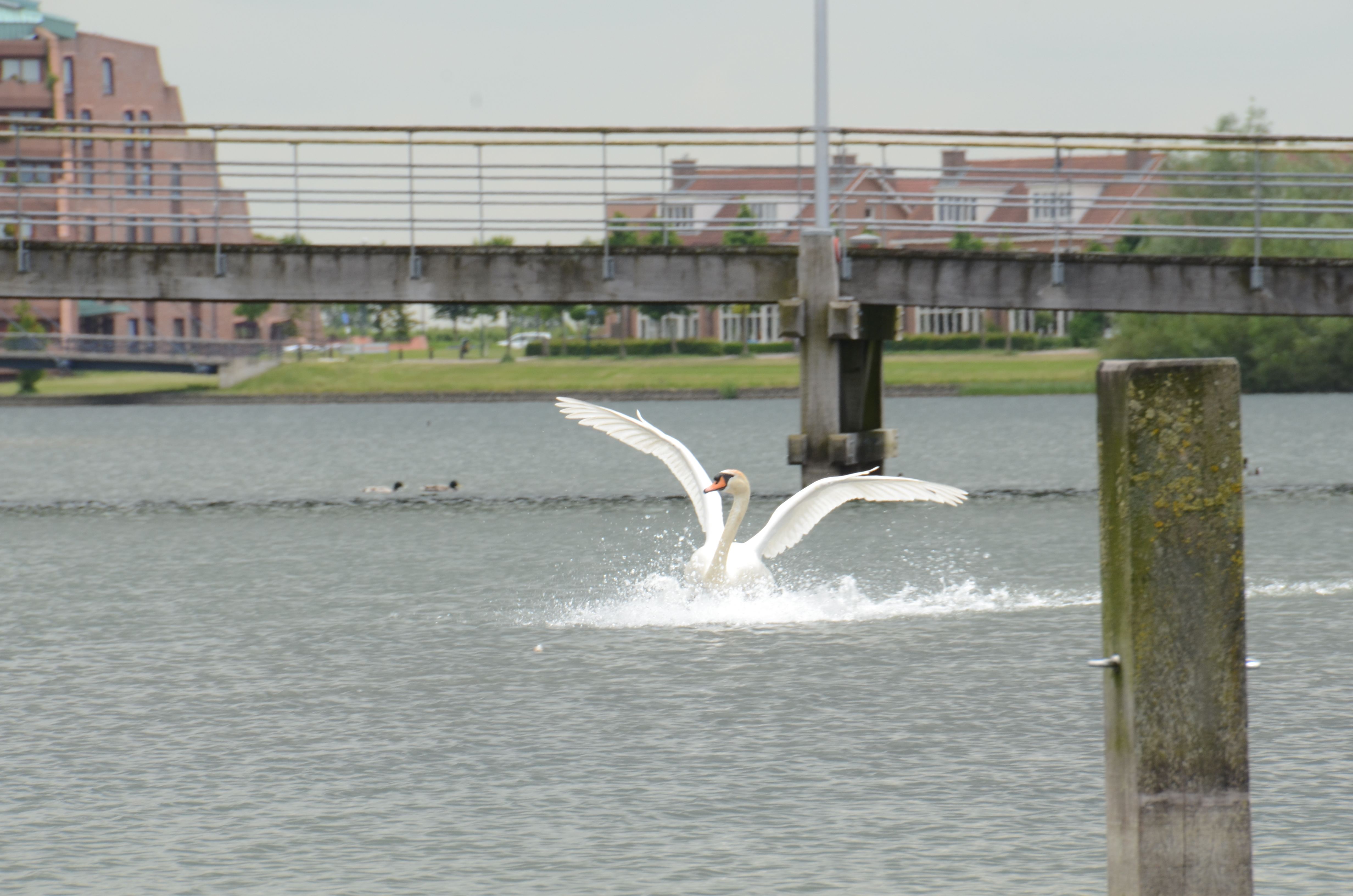
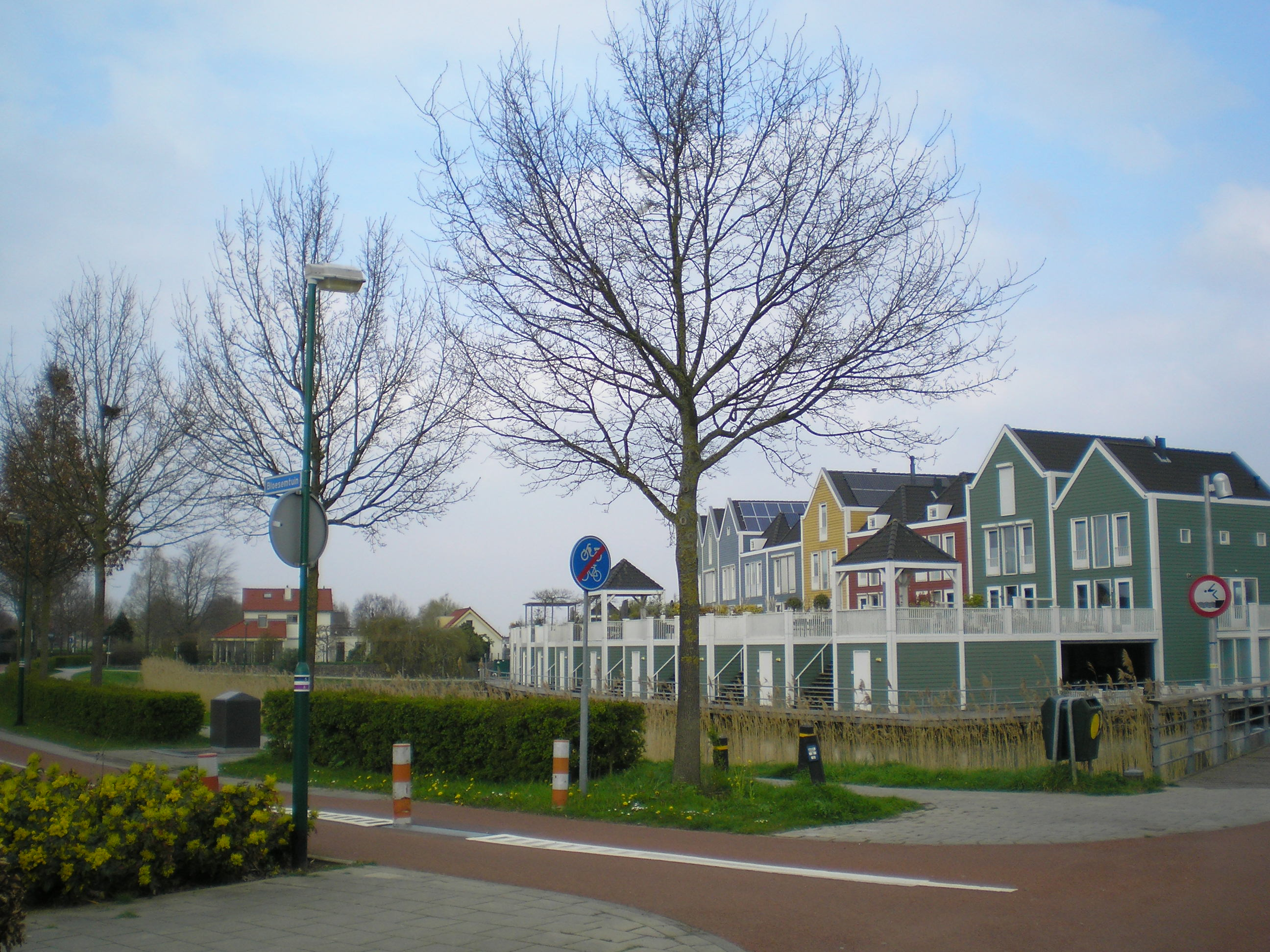

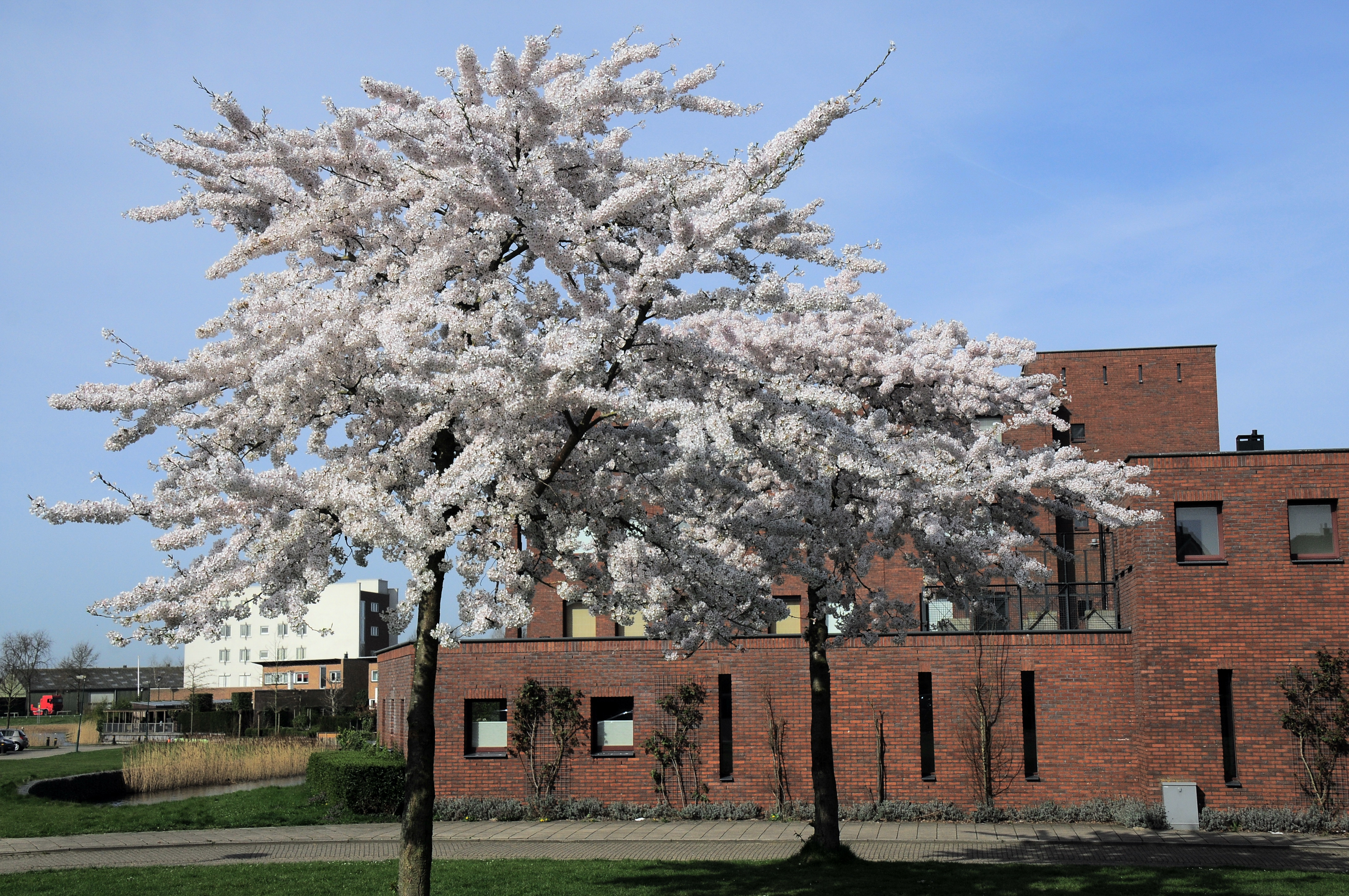
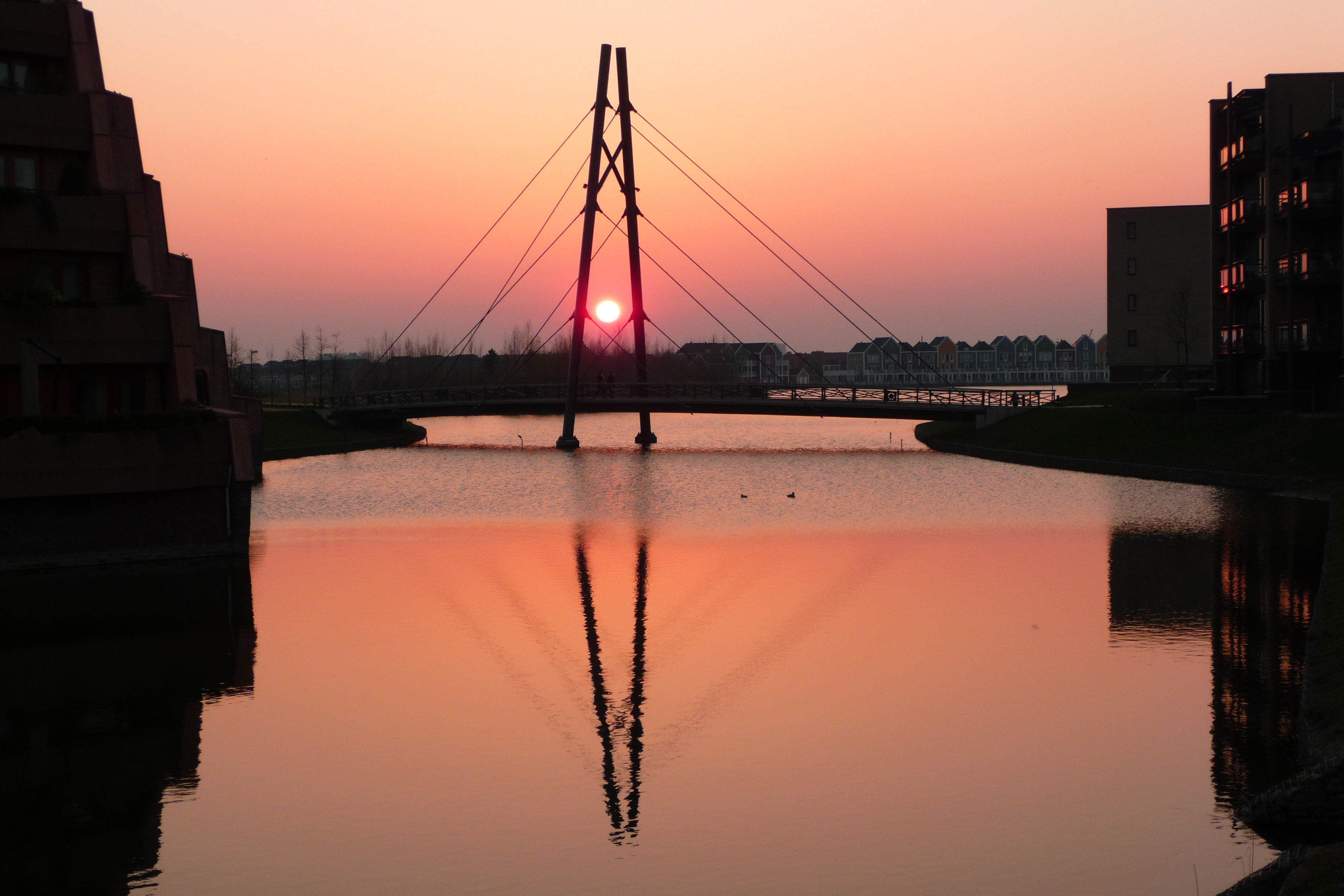
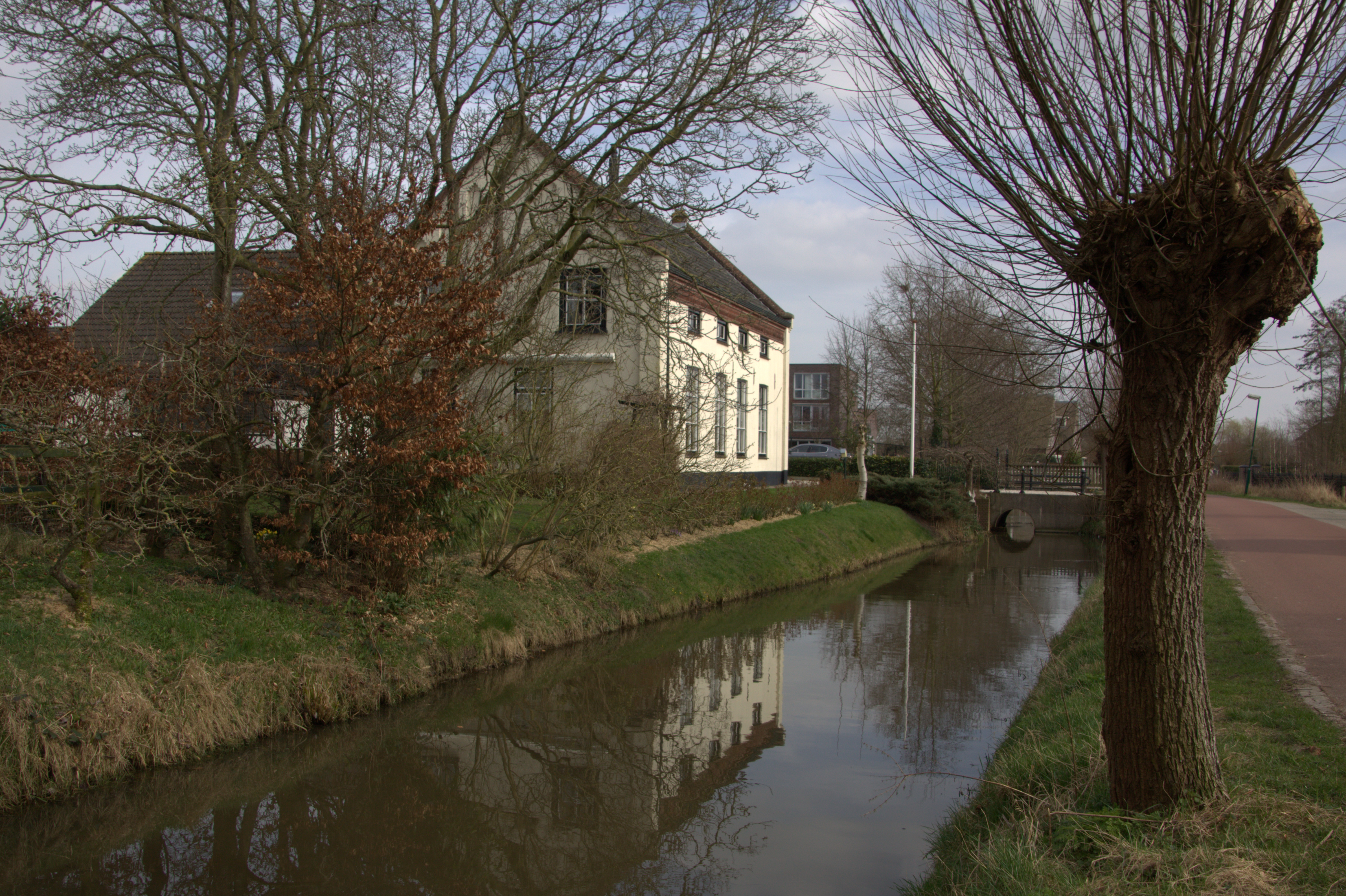